# Мішель Пессель
Мішель Пессель (фр. Michel Peissel; 1937–2011) — французький антрополог, мандрівник і письменник.
Відомий завдяки зробленому у віці 21 року відкриттям археологічних пам'яток мая на півострові Кінтана-Роо, а також численними подорожами маловивченими районами Гімалаїв і Тибету, опису яких присвячена більша частина його книг. Є почесним членом Нью-Йоркського клубу дослідників і членом Королівського географічного товариства.

## Біографія
Народився 11 лютого 1937 року. Дитинство Мішеля пройшло в Англії.
Протягом року він навчався в Оксфордському університеті, потім в Гарвардській школі бізнесу. Отримав докторський ступінь з етнографії в Сорбоннському університеті (Париж).
У 1958 році, у віці 21 року, опинившись на узбережжі Кінтана-Роо, Мексика, Пессель пройшов узбережжям понад 300 кілометрів, що відділяли його від Белізу (тоді — Британський Гондурас), попутно виявивши 14 невідомих до того пам'яток культури мая. Завдяки цій подорожі він вирішив змінити своє життя і припинити навчання в Гарвардській школі бізнесу, щоб зайнятися вивченням антропології та дослідженнями останніх невивчених областей Тибету і Гімалаїв.
З цією метою Мішель Пессель почав вивчати розмовну тибетську мову. Інтерес до мови виник майже випадково, після покупки в паризькій букіністичній крамниці «Граматики розмовної тибетської мови» Чарльза Белла, відомого англійського фахівця з Тибету початку XX століття. Потім він почав брати уроки тибетської мови у корінних тибетців, які емігрували з батьківщини після вторгнення Китаю до Тибету. В результаті наполегливого навчання Пессель став одним з небагатьох на той час європейців, котрі володіли тибетською мовою, що, безумовно, стало чималою підмогою в його експедиціях. У той же час, класичної та літературної тибетської мови він не знав.

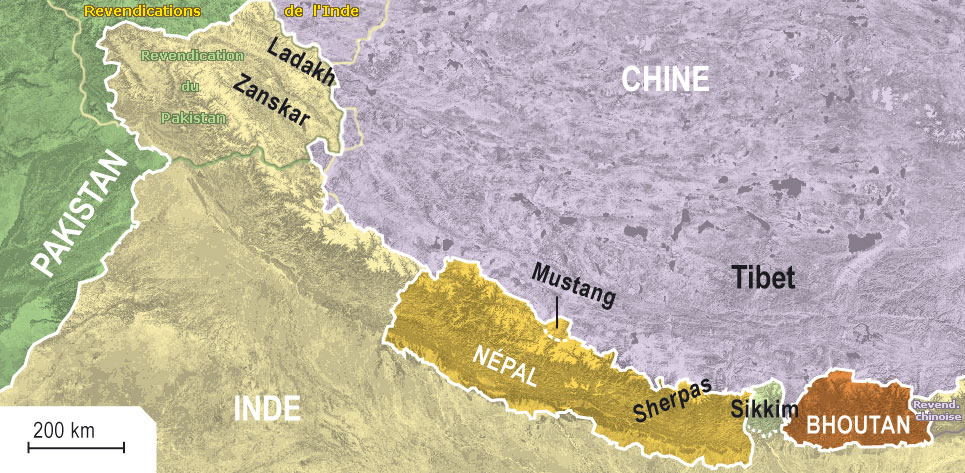
Території, пройдені Мішелем Песселем

У 1959 році Мішель Пессель організував свою першу експедицію, метою якої було вивчення шерпів, що живуть в районі гори Еверест. У 1964 році він здійснив подорож до Мустангу — маловідомого непальського князівства, населення якого розмовляє тибетською мовою. Книга про цю подорож, «Мустанг: загублене королівство Тибету», опублікована в 1967 році, стала міжнародним бестселером. За цією експедицією послідували ще 28 подорожей у віддалені райони тибетомовного світу. У 1968 році Мішель Пессель став одним з перших європейців, який перетнув Бутан і досліджував його східні райони. Він першим детально вивчив князівство Заскар в Кашмірі, пізніше вивчав народ Мінаро (Дарди) в Балтистані і Ладакх, одночасно намагаючись встановити місце розташування «землі мурах, що риють золото», про яку згадував Геродот.
У 1973 році Мішель Пессель перетнув Гімалаї між горами Аннапурна і Дхаулагірі на судні з повітряною подушкою. Пізніше він подорожував на такому судні вгору річкою Ганг і вздовж східного узбережжя Юкатана. Він винайшов і запатентував перше судно на повітряній подушці з одиночним пропелером.
У 1986 році він став одним з перших іноземців, які проникли в Царі і ущелини Брахмапутри в тропічному Тибеті. У 1994 році він очолив експедицію з пошуку витоку Меконгу, слідуючи по Чорному Меконгу (Дза Нак) — історично головному руслу річки. Таким чином, він став першовідкривачем історичного витоку третьої за довжиною річки в Азії (десять років по тому китайці повідомили про відкриття географічного, тобто, найвіддаленішого від гирла, витоку Меконгу, розташованого у верхів'ях Білого Меконгу).
У 1987 році Пессель, разом з мексиканськими археологами, побудував величезне морехідне видовбане каное, на якому вони пройшли на веслах і під вітрилом 500 миль уздовж узбережжя Юкатана і Белізу, щоб продемонструвати роль морської торгівлі для мая.
У 1989 році Пессель з 6 супутниками на побудованій ними копії довгого човна вікінгів пройшов на веслах і під вітрилом 2400 км вгору по річці Західна Двіна і вниз по Дніпру від Балтійського до Чорного моря. Експедиція йшла слідами варягів.
Помер 7 жовтня 2011 року від серцевого нападу.
Похований на кладовищі Кадакеса (Іспанія, Каталонія)

## Книги
- Список книг англійською мовою

Книги, які видавалися російською мовою:
- Пессель М. — Загублений світ Кінтана-Роо. М., Думка 1969 р., 286 с.
- Пессель М. — Подорожі в Мустанг і Бутан. М., Думка, 1978 р., 224 с.
- Пессель М. — Заскар. Забуте князівство на околиці Гімалаїв. М., Думка, 1985, 190 с. [Архівовано 20 червня 2013 у Wayback Machine.]
- Пессель М. — Золото мурах. М., Думка, 1989, 190 с.
- Пісель М. — Тигр на сніданок. М., Терра, 2007, 304 с.